# Tunel Prchalov
Tunel Prchalov je silniční tunel na silnici I/58 ve vesnici Prchalov, části města Příbor v okrese Nový Jičín. Nachází na přeložce silnice I/58, která vytváří obchvat Skotnice. Obousměrný jednotubusový tunel délky 150 m se dvěma jízdními pruhy podchází proluku v intravilánu Prchalova, přičemž v zářezech před oběma portály na něj navazují zárubní zdi délek 120 m (u jižního portálu) a 100 m (u severního portálu). Na severních zárubních zdech, které jsou blíže zástavbě vsi, byly umístěny protihlukové stěny.
Výstavba tunelu i celého obchvatu Skotnice o délce 3,0 km byla zahájena v červnu 2017, zhotovitelem byla společnost Eurovia CS. Hloubený tunel byl realizován v podobě železobetonového monolitického tubusu se stěnami tloušťky 85 cm a stropní deskou tloušťky 100 cm. Celkové náklady na stavbu obchvatu Skotnice (včetně tunelu) dosáhly výše 439 milionů korun. Do provozu byl celý úsek slavnostně uveden 15. prosince 2020.